# Jaime Sabartés

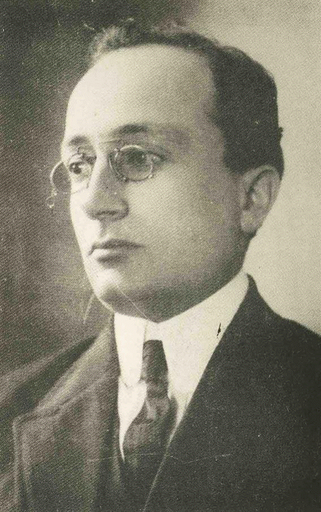
Jaime Sabartés (1913)

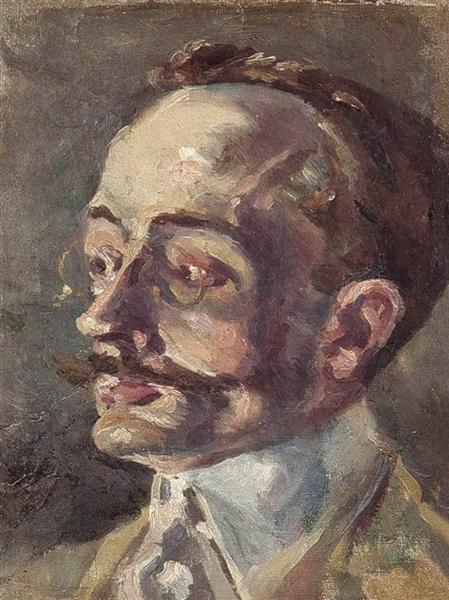
Carlos Valenti: Jaime Sabartés (1911)

Jaime Sabartés (* 10. Juni 1881 in Barcelona; † 16. Februar 1968 in Paris), katalanisch: Jaume Sabartés i Gual, war ein spanischer/katalanischer Bildhauer, Dichter und Schriftsteller. Als lebenslanger Freund und Privatsekretär Pablo Picassos veröffentlichte er mehrere Werke über Picasso, beispielsweise die Biografie Picasso: Toreros (1961).

## Leben
Sabartés studierte an der Kunstakademie La Llotja in Barcelona und bei dem Bildhauer Manel Fuxà. 1901 stellte er erstmals Arbeiten in der renommierten Galerie Sala Parés aus. Darüber hinaus arbeitete er bei der Zeitschrift Joventut („Jugend“) mit, wo er unter dem Pseudonym Jacobus Sabartés Artikel und Gedichte veröffentlichte. Im Künstlercafé und Kabarett „Els Quatre Gats“ in Barcelona lernte er Ende 1899 Picasso kennen und wurde einer seiner engsten Freunde.
1904 ging Sabartés nach Guatemala, wo er für die Zeitung Diario de Centro América (Tagebuch Zentralamerikas) und andere Zeitungen schrieb und später Lehrer an der Escuela Nacional de Bellas Artes (Nationalschule der Schönen Künste) in Guatemala-Stadt wurde. Er betätigte sich aktiv am literarisch-künstlerischen Leben des Landes und galt als genauer Beobachter der politisch-sozialen Lage Mittelamerikas.
Nach 23 Jahren kehrte Sabartés 1927 nach Katalonien zurück. 1935 zog er nach Paris, wo er Privatsekretär Picassos wurde und eine Reihe von Werken über den Künstler publizierte. Picasso wiederum schuf mehrere Porträts von Sabartés. Ein großer Teil der Picasso-Werke des Picasso-Museums in Barcelona ist eine Schenkung Sabartés', der im Jahr 1963 der Stadt 574 Werke übergab. Von Picasso folgten 1970 gemäß Sabartés’ Vorschlag 1000 weitere Werke für die Sammlung.

## Ehrungen
2007 gab die Stadt Barcelona einem neu gestalteten Platz hinter dem Museu Picasso den Namen „Plaça de Jaume Sabartés“.
Im folgenden Jahr eröffnete das Museu Picasso einen neuen Sabartés-Raum, der die Neuerwerbung eines von Picasso gemalten Porträts zeigt: Sabartés als Faun aus dem Jahr 1946.

## Werke
- Picasso en su obra, 1935
- Picasso, 1937
- Picasso, portraits et souvenirs, 1946
- Don Julián, 1947
- Son Excellence, 1949
- Picasso. Gespräche und Erinnerungen. Mit 17 Porträts und Zeichnungen von Picasso. Arche Verlag, Zürich 1956
- Picasso: Toreros, 1961